# Michail Aleksandrovič Čechov
Michail Aleksandrovič Čechov (in russo Михаил Александрович Чехов?; San Pietroburgo, 29 agosto 1891 – Beverly Hills, 30 settembre 1955) è stato un attore e insegnante russo.
Venne candidato all'Oscar al miglior attore non protagonista per l'interpretazione del simpatico Dr. Brulov nel film Io ti salverò (1945) di Alfred Hitchcock.

## Biografia
Era figlio di Aleksandr Pavlovič Čechov, il fratello del celebre scrittore Anton Čechov e di Natalya Golden.
Nel 1898, quando Michael aveva sette anni, Konstantin Sergeevič Stanislavskij e Vladimir Ivanovič Nemirovič-Dančenko formarono il Teatro d'Arte di Mosca, ed egli entrò a far parte prima della scuola di teatro Suvorin, dove incontrò alcuni maestri come B.S. Glagolin. In seguito fece parte anche della compagnia di Stanislavskij prima del 1912.

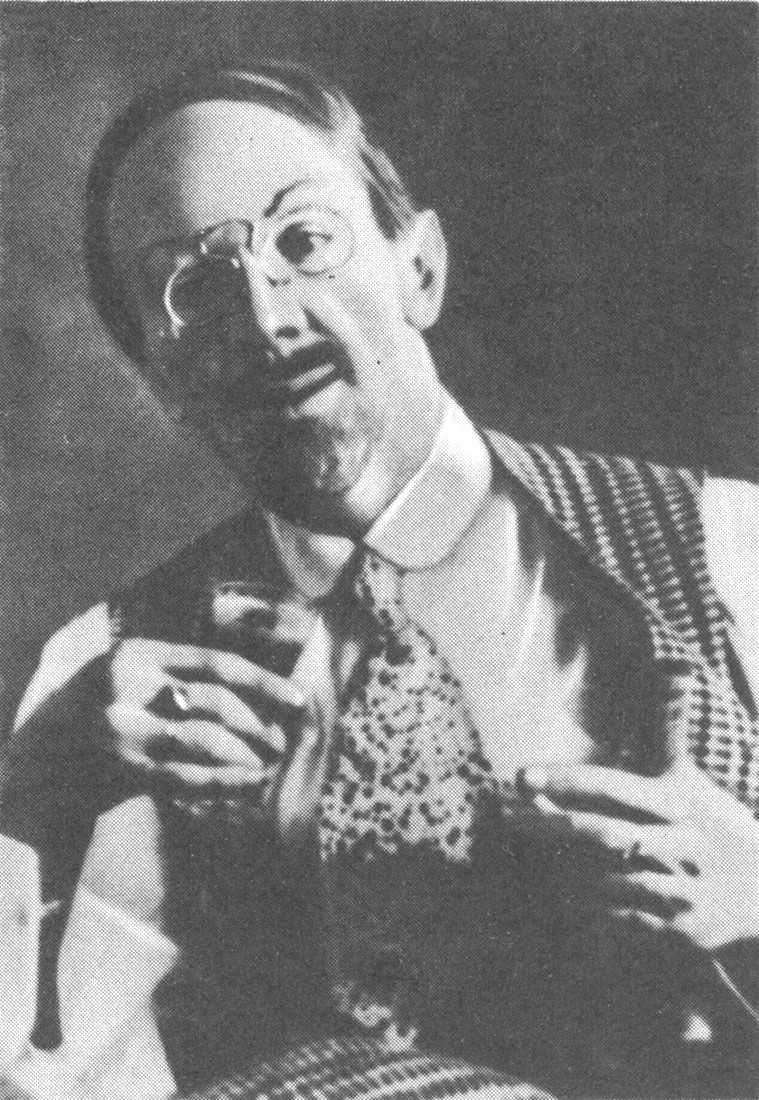
Michael Čechov interpreta il ruolo di Frazer, 1915

Dal 1912 sino al 1918 egli interpretò molti ruoli all'interno della compagnia, imparando a recitare con il metodo Stanislavskij. Fu in questo periodo che iniziarono gli attriti con vari componenti della compagnia, soprattutto con lo stesso Stanislavskij, che gli rimproverava di divertirsi troppo durante le proprie interpretazioni.
Nel 1915 incontrò Ol'ga Čechova (da non confondere con un'altra famosa Olga dell'epoca, Ol'ga Leonardovna Knipper) e nello stesso anno i due si sposarono. Il matrimonio durò sino al 1919, quando i due divorziarono anche perché l'attore era diventato alcolizzato per le recenti delusioni personali. Dopo la fine della Rivoluzione russa l'attore aveva infatti ritrovato sua madre gravemente malata, e con la pressoché impossibilità di essere curata, stante la scarsità di cibo e medicine in quel periodo di instabilità. La madre morì senza che egli potesse far nulla per salvarla, pur portandola in ospedale. Nel frattempo la moglie era partita per la Germania, portando con sé la loro figlia Ada.
Caduto in depressione, Čechov superò la crisi e ritornò al MAT (Teatro d'Arte di Mosca) dove diventò insegnante e direttore della seconda versione del teatro (Second MAT).
Il 3 giugno 1918 si risposò con Xénia Karlovna Ziller, che fu sua moglie per 37 anni. In seguito emigrò in Germania, dove decise di aprire una propria scuola di recitazione, prestando particolare attenzione al simbolismo, attraverso i suoi "gesti psicologici".
Quando arrivò a Hollywood, trovò casa nella San Fernando Valley, e con la moglie iniziò a frequentare un circolo di amici russi (fra cui Akim Tamiroff).

## Metodo di recitazione
Di fronte ad un ruolo come un bambino malato, secondo il metodo Stanislavskij occorre concentrarsi sul bambino e su cosa egli veda, fondendosi con lui, mentre con il metodo Čechov ci si focalizza sul personaggio e su come il bambino interagisce con lui, ovvero la differenza fra «come mi sentirei io?» contro «come si sentirebbe il personaggio?» in una determinata circostanza (interpretazione del ruolo).

### Allievi e attori influenzati dal suo stile
(Anthony Quinn descrive Michail Čechov dopo il primo incontro)

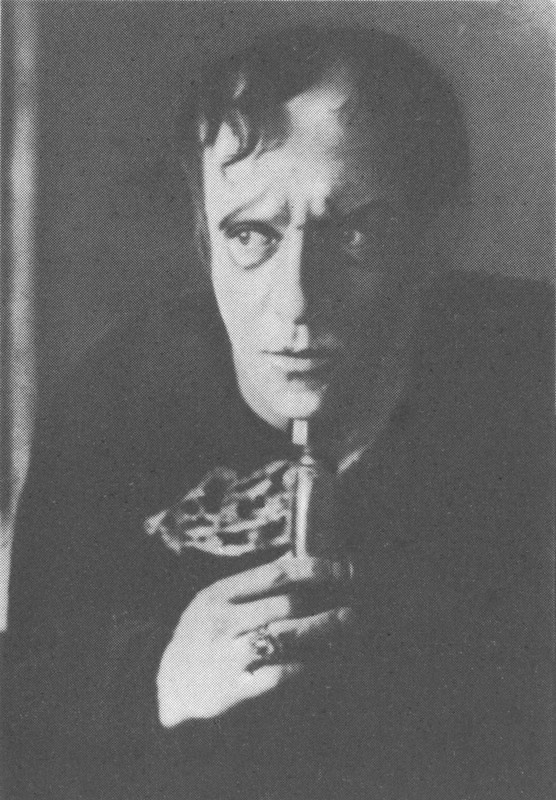
Michail Čechov interpreta Erik nel film del 1921, prodotto da August Strindberg, Eric XIV

Molti celebri attori studiarono con lui o furono influenzati dalla sua metodologia di recitazione. Fra i suoi allievi, da ricordare l'attore Lloyd Bridges e sua moglie, Dorothy Bridges.
Chiamato professore, dal suo arrivo a Hollywood nel 1943, preceduto da grande fama, ebbe fra i suoi allievi Marilyn Monroe (dal 1951), Gregory Peck e Ingrid Bergman (che lavorarono con lui in Io ti salverò) Paul Newman, Gary Cooper, Robert Taylor, Yul Brynner, Anthony Quinn.
Pur destando meraviglia il fatto che un uomo dall'aspetto gracile potesse essere considerato uno dei più grandi attori del tempo, molti rimanevano affascinati dalle sue capacità e finivano con l'ammirarlo.
(Marilyn Monroe descrive il suo senso di ammirazione verso il suo maestro e mentore, Michail Čechov)

## Filmografia
- Sverčok na peči (1915)
- Škaf s surprizom (1915)
- Ljubvi sjurprizy šĉetnye (1916)
- Eric XIV, 1921
- Man from the Restaurant (titolo originale: Chelovek iz restorana (1927)
- Einer gegen alle (1927)
- Der Narr seiner Liebe (1929)
- Phantome des Glücks (1930)
- Troika (1930) dove interpreta Paschka, l'idiota del villaggio
- Io ti salverò (Spellbound), regia di Alfred Hitchcock (1945)
- Texas, Brooklyn and Heaven, regia di William Castle (1948)
- Rapsodia (Rhapsody), regia di Charles Vidor (1954)

## Doppiatori italiani
- Lauro Gazzolo in Io ti salverò
- Augusto Marcacci in Rapsodia

## Riconoscimenti
Premi Oscar 1946 – Candidatura all'Oscar al miglior attore non protagonista per Io ti salverò